# Tolmiea diplomenziesii
Tolmiea diplomenziesii är en stenbräckeväxtart som beskrevs av Judd, Soltis och P.S.Soltis. Tolmiea diplomenziesii ingår i släktet Tolmiea och familjen stenbräckeväxter. Inga underarter finns listade i Catalogue of Life.